# Cleo Rickman Fitch
Cleo Rickman Fitch (16 de junio de 1910 - 5 de enero de 1995) fue una arqueóloga estadounidense especializada en lámparas romanas.

## Primeros años y educación
Cleo Rickman Fitch nació el 16 de junio de 1910 en Carlsbad, Texas. Su padre era médico del ferrocarril Southern Pacific. Mientras vivía en Carlsbad, se le diagnosticó una diabetes incurable y trasladó a la familia a su ciudad natal de Chapel Hill, Tennessee. Poco después de llegar a Tennessee, el padre de Fitch murió y su madre mantuvo a la familia dando clases en la escuela.
Fitch se licenció en el Peabody College de Nashville (Tennessee), donde estudió arte e historia del arte. Continuó su formación artística en el Watkins Institute of Art de Nashville. En 1936 se casó con el arquitecto James Marston Fitch, y en 1945 la pareja se trasladó a Nueva York, donde James Fitch aceptó un puesto de profesor en la Universidad de Columbia. Durante la Segunda Guerra Mundial, Fitch trabajó para el ejército como dibujante industrial.
De 1953 a 1954, Cleo y James Fitch pasaron un año en Italia. Mientras James Fitch estudiaba arquitectura, Cleo estudiaba arte y escultura.

## Carrera arqueológica
Durante su año en el extranjero, Frank Brown, director de la Academia Americana en Roma, invitó a Fitch a unirse a su expedición en la antigua ciudad de Cosa, al norte de Roma. A Fitch se le asignó la tarea de catalogar los materiales de la excavación, que incluían muchas lámparas de terracota. Gracias a sus conocimientos de dibujo, también se le encomendó la responsabilidad de elaborar los planos del nuevo museo que Brown, en representación de la Academia Americana de Roma, estaba mandando construir en Cosa.
Cada verano, durante los 21 años siguientes, Fitch hizo de Roma su hogar y continuó su trabajo en la Academia Americana, reconstruyendo, dibujando y catalogando los fragmentos de lámparas de la excavación de Cosa. «A partir de la visión global de todas las lámparas de los cerca de 700 años de historia del yacimiento, es posible ver toda la historia de la industria de las lámparas romanas».
En 1979, Norma Goldman, de la Universidad Estatal Wayne, se unió a Fitch en su trabajo. Su colaboración dio lugar a la publicación de Cosa: The Lamps en 1994, que forma parte de la American Academy Series publicada por University of Michigan Press. En 2001 se editó un volumen de estudios relacionados con Cosa en su honor.
Fitch murió el 5 de enero de 1995 en Manhattan, Nueva York.